# Valkeala
Valkeala var en kommun i landskapet Kymmenedalen i Finland. Kommunen hade 11 652 invånare (2008), på en yta av 1 003,72 km².
Den 1 januari 2009 förenades Valkeala jämte Anjalankoski, Elimä, Jaala och Kuusankoski med Kouvola stad.
Valkeala var enspråkigt finskt.

## Administrativ historik
1 januari 1991 överfördes ett område med 48 invånare från Valkeala till Kouvola.

## Politik

### Mandatfördelning i Valkeala kommun, valen 1976–2004
| 2 | 8 | 7 | 16 | 2 |

|  | 8 | 17 |  | 2 | 6 |

|  | 8 |  | 16 |  | 8 |

|  | 7 | 15 | 2 | 10 |

|  | 8 |  | 13 | 3 | 9 |

| 9 |  | 16 | 3 | 6 |

| 8 | 17 | 5 | 5 |

| 7 |  | 16 | 4 | 7 |

| 20 | 15 |